# Mary Lucía Hurtado
Mary Lucía Hurtado Martínez (Buenaventura, Valle del Cauca, 7 de diciembre de 1960) es una pedagoga, gestora de conocimiento y escritora colombiana, que ha desempeñado los cargos de directora del Instituto Nacional para Ciegos (INCI) durante 7 años y asesora para la Alcaldía de Bogotá en la construcción de la Cátedra de Estudios Afrocolombianos.

## Biografía
Obtuvo su licenciatura en Ciencias de la Educación en 1985 con especialización en Biología y Química en la Universidad Santiago de Cali. Posteriormente, continuó su formación académica y en 1991 completó una maestría en Educación también en la Pontificia Universidad Javeriana, seccional Cali. En 2008, obtuvo un máster en Dirección y Gestión de Bienestar Social y Servicios Sociales de la Universidad de Alcalá en colaboración con la Organización Iberoamericana de Seguridad Social (OISS). En 2010 realizó una Especialización en Alta Dirección del Estado en la Escuela Superior de Administración Pública (ESAP) en Bogotá.
Hizo parte de la asociación El Colectivo, donde fue partícipe en la construcción de la Cátedra de Estudios Afrocolombianos para la Alcaldía de Bogotá. Desde 2006 hasta 2013, ocupó el cargo de directora general en el Instituto Nacional para Ciegos (INCI), donde participó en el desarrollo de programas y políticas destinados a mejorar la calidad de vida de las personas con discapacidad visual en Colombia.

## Publicaciones

### Libros
- Dios es negra. Feminismo negro de cada día.[5]

- Humana negritud.[6]
- Un instante de eternidad, el diario de martín javier.[7]

### Artículos
Mary Lucía Hurtado ha publicado varios artículos en el medio La linea del medio:
- Imaginarios sociales sobre la mujer negra.[8]

- Colombia, un canto a la soledeña.[9]

- Una dedicatoria histórica a las mujeres negras en tres poemas.[10]

- Un proyecto pedagógico societal: gran reto de la nación colombiana.[11]